# ديفيد سيمون (كرة سلة)
ديفيد سيمون (بالإنجليزية: David Simon)‏ مواليد 9 أغسطس 1982 في فيرمون هيلز، هو لاعب كرة سلة محترف أمريكي بدأ مسيرته الاحترافية في سنة 2005. يبلغ طوله 6 قدم 10 بوصة (2.1 م). لعب في الرابطة الفلبينية لكرة السلة.

## فرق لعب لها
- جاي دي أيه ديجون
- ستراسبورغ أي جي

## روابط خارجية
- ديفيد سيمون على موقع دوري كرة السلة الياباني للمحترفين (اليابانية)
- ديفيد سيمون على موقع كرة السلة الأوروبية.كوم (الإنجليزية)
- ديفيد سيمون على موقع كلية كرة السلة في سبورتس رفرنس.كوم (الإنجليزية)
- ديفيد سيمون على موقع ريلجم (الإنجليزية)
- ديفيد سيمون على موقع بروبوليرز (الإنجليزية)
- ديفيد سيمون على موقع سبورتس رفرنس (الإنجليزية)